# 청주 안심사 세존사리탑
청주 안심사 세존사리탑(淸州 安心寺 世尊舍利塔)은 충청북도 청주시 서원구 남이면, 안심사에 있는 조선시대의 사리탑이다. 1976년 12월 21일 충청북도의 유형문화재 제27호 '청원 안심사 세존사리탑'으로 지정되었으나, 2014년 7월 1일 통합 청주시 출범에 따른 행정구역 개편에 따라 '청주 안심사 세존사리탑'으로 명칭이 변경되었다.

## 개요
안심사 대웅전 서편에 놓인 세존사리비와 함께 자리하였다. 왕발(王勃)이 지은 세존사리비의 비문에 의하면 탑의 행방을 모른 채 오랜 세월을 내려오던 중 이곳 구룡산에서 발견하였다한다. 1881년(고종18년)에 구천동(九天洞)에 옮겼던 것을 다시 1900년(광무4년)에 승려 광우(廣祐)와 등원(登院)이 안심사로 옮겨 세웠다한다.
사리탑의 모습은 방형 1층의 지대석 위에 8각형의 하대석을 놓아 만든 높이 200cm 가량의 석종형이다. 하대석 각면에는 문양이 새겨지지 않았고 탑신을 받치는 괴임대도 마련되지 않았으며, 하대석 윗면에는‘十’자형으로 홈이 파여져 있다. 탑신에도 문양과 명문이 새겨지지 않았고 상륜부는 28과의 연주문을 돌려 구획하였다. 상륜은 상단을 뾰족하게 표현한 보주형이다. 전반적인 조성양식으로 보아 조선후기의 작품으로 추정된다.

## 참고 자료
- 청주 안심사 세존사리탑 - 국가유산청 국가유산포털